# Route van de Varjagen naar de Grieken

De route van de Varjagen naar de Grieken is in het paars

De route van de Varjagen naar de Grieken (Oudoostslavisch: путь из Варягъ въ Грьки poetǐ iz Varjagǐ vǔ Grǐki) was een handelsroute die vrijwel geheel over water ging en die Scandinavië, het Kievse Rijk en het Byzantijnse Rijk met elkaar verbond.

## Route
De term "route van de Varjagen naar de Grieken" komt rechtstreeks uit de 12e-eeuwse Primaire Kroniek (kolom 7, regel 2), hoewel er geen gedetailleerde wegbeschrijving wordt gegeven.
| Regel | Primaire Kroniek Ostrowski et al. (2014) [2003]      | Nederlandse vertaling Hans Thuis (2015)                                   |
| ----- | ---------------------------------------------------- | ------------------------------------------------------------------------- |
| 7.1   | Поляномъ же живъшимъ особь по горамъ                 | Toen de Poljanen in afzondering in deze heuvels leefden,                  |
| 7.2   | симъ, и бѣ путь из Варягъ въ Грьки и из              | was er een route van de Varjagen naar de Grieken en                       |
| 7.3   | Грькъ по Дънѣпру, и вьрхъ Дънѣпра волокъ до          | terug, via de Dnepr. Aan de bovenloop van de Dnepr is een draagpad tot    |
| 7.4   | Ловоти, и по Ловоти вънити въ Илмерь озеро           | de Lovat en via de Lovat bereikt men het grote Ilmen-                     |
| 7.5   | великое, из негоже озера потечеть Вълховъ, и         | meer, waaruit de Volchov stroomt die                                      |
| 7.6   | вътечеть въ озеро великое Нево, и того               | uitmondt in het grote Nevomeer [Ladogameer]. De monding van dit           |
| 7.7   | озера вънидеть устие въ море Варяжьское. И по        | meer komt uit in de Varjagische Zee [Oostzee]. Via                        |
| 7.8   | тому морю вънити доже и до Рима, а отъ Рима прити по | die zee kan men in Rome komen, en vanuit Rome over                        |
| 7.9   | томуже морю къ Цьсарюграду, и отъ Цьсаряграда        | dezelfde zee naar Keizerstad [Constantinopel]. En vanuit Keizerstad       |
| 7.10  | прити въ Понтъ море, въ неже вътечеть Дънѣпръ        | kan men de Pontische Zee [Zwarte Zee] bereiken, waarin de rivier de Dnepr |
| 7.11  | рѣка.                                                | uitmondt.                                                                 |

Vanuit het noorden bezien ging de route vanaf de Oostzee via de Finse Golf de rivier de Neva op naar het Ladogameer. Vervolgens liep de route door de Volchov, langs de steden Staraja Ladoga en Novgorod, door het Ilmenmeer en de Lovatrivier. Vervolgens kwamen de schepen via een overtoom nabij Gnjozdovo in de Dnjepr terecht. De Dnjepr werd afgevaren, langs Kiev, tot in de Zwarte Zee. Door de Zwarte Zee over te steken bereikten de schepen het eindpunt Constantinopel. Een alternatieve route liep langs de Westelijke Dvina en de Kasplja, en dan wederom via een overtoom naar Gnjozdovo.
Niet alleen het einddoel Constantinopel was belangrijk. Ook onderweg bij onder andere Gnjozdovo dreven de Varjagen handel met de Krivitsjen. De Krivitsjen maakten boten (vaak boomstamkano's) die zij aan de Varjagen verkochten. De Varjagen laadden de boten met handelswaar en voeren verder naar Constantinopel. Langs de Dnjepr moesten de Varjagen oppassen voor rooftochten van Petsjenegen.

## Geschiedenis en belang

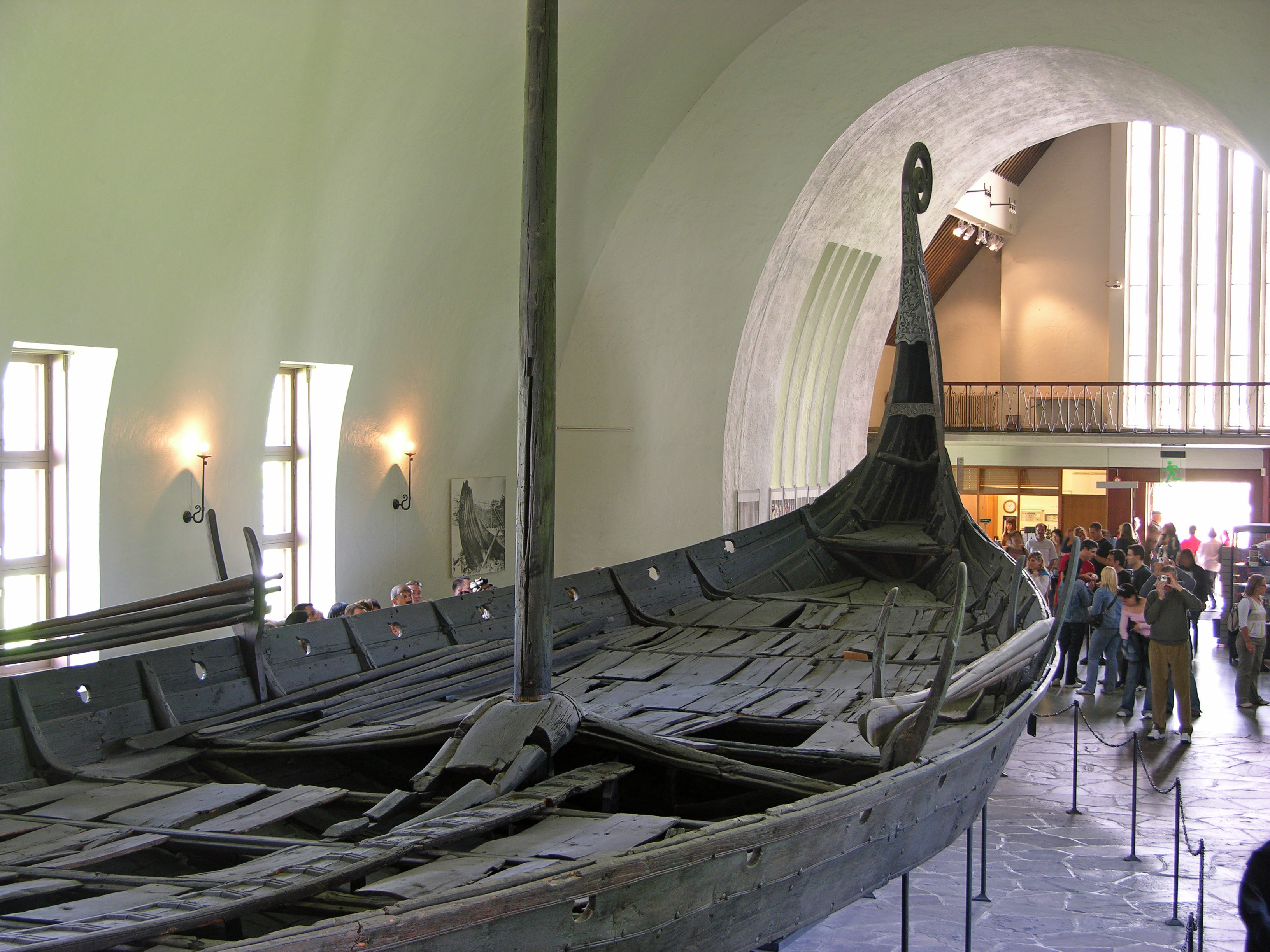
Vikingschip in het museum van Oslo

Het is onbekend wanneer de route precies is ontstaan, maar al voor de vermelding in de 12e-eeuwse Primaire Kroniek zijn er beschrijvingen van bekend. Byzantijns keizer Constantijn VII Porphyrogennetos schreef er rond het jaar 950 ook al over in zijn boek De Administrando Imperio. Waarschijnlijk bestond de route al vanaf eind 8e, begin 9e eeuw toen de Vikingen in heel Europa op plundertocht waren en ook slaven wilden buitmaken.
De route stelde de Varjagen in staat om een profijtelijke handel met het Byzantijnse Rijk op te zetten. Bovendien plunderen de Varjagen vaak nederzettingen langs de rivieren en maakten er mensen tot slaaf. De plundertochten werden vermoedelijk geleidelijk vervangen door brandschattingen en tributen, zodat de Varjaagse Vikingen stap voor stap heersers werden over stammen die langs de rivieren woonden. Uiteindelijk stichtten deze Varjagen het Kievse Rijk, grofweg het gebied dat nu bestaat uit Wit-Rusland, Oekraïne en westelijke delen van Rusland. Naar de Varjaagse stam der Roes' (Русь) werd het gebied langs de route bekend als het land van de Roes'. Van deze Roes' zijn dan ook de toponiemen
Bela-Roes' (Wit-Rusland), Roeth-enië (Oekraïne) en Roes'-land (Rusland) afgeleid.
Het belang van de rivierweg voor de handel was, samen met de handelsroute over de Wolga, vooral belangrijk vanaf het begin van de 10e eeuw tot aan halverwege de 11e eeuw. Daarna boette de route geleidelijk aan belang in, omdat door de kruistochten er via het Midden-Oosten betere en snellere routes beschikbaar kwamen en ook omdat het Kievse Rijk zich meer op de handel met West-Europa ging richten.

## Handelswaar
Wijn, specerijen, juwelen, glas, iconen en boeken kwamen uit het Byzantijnse Rijk. Kiev verkocht brood, zilver en handgemaakte goederen. Wolynië verkocht onder andere spinnewielen. Scandinavië verkocht wapens. Het noordelijke gedeelte van het Kievse Rijk verkocht hout, huiden, honing en was. De Baltische stammen verkochten vooral barnsteen.